# Cromarty
Cromarty – miasto w północnej Szkocji, w hrabstwie Highland, położone w północnej części półwyspu Black Isle, u wejścia do zatoki Cromarty Firth. W 2011 roku liczyło 726 mieszkańców.
Cromarty pełniło dawniej rolę ośrodka administracyjnego hrabstwa Cromartyshire. Lokalna gospodarka w znacznym stopniu opierała się na rybołówstwie. Rozwój miasta nastąpił pod koniec XVIII wieku za sprawą lairda George'a Rossa, z inicjatywy którego zbudowano tu przystań oraz zakłady przemysłowe (produkcja płótna żaglowego, lin, wyrobów metalowych). Urodził się tu geolog i teolog Hugh Miller (1802–1856). Znajduje się tu poświęcone mu muzeum.
W okresie letnim między Cromarty a położoną na przeciwnym brzegu zatoki wsią Nigg funkcjonuje przeprawa promowa.